# Huenes Marcelo Lemos
Huenes Marcelo Lemos ismert nevén Mineiro (Iguatama, 1981. december 5. –) brazil labdarúgóhátvéd.